# Guest House Paradiso
Guest House Paradiso is een Britse film uit 1999 van Rik Mayall en Adrian Edmondson. De film sluit aan de op de comedyserie Bottom uit 1991. Hoewel de personages van Richard en Eddie hetzelfde zijn, hebben ze in de film andere achternamen. Richard Richard en Eddie Hitler heten nu Richard Twat en Eddie Ndingombaba. Naast de studioscènes is de film gedraaid op het eiland Wight.

## Verhaal
Eddie Ndingombaba en Richard Twat exploiteren het goedkoopste hotel van Engeland, gelegen op een klif naast een kerncentrale. In het begin van de film hebben ze nog een dronken kok in dienst, maar die vertrekt omdat hij niet genoeg betaald krijgt. Daarnaast is er sprake van een ober (Pascal), maar die is weggelopen en komt niet in de film voor.
Twee gasten die graag ontbijt willen, klagen dat er geen bediening is. Richard neemt vervolgens de bediening op zich en stuurt Eddie de keuken in. Het draait uit op een langdurig en zeer gewelddadig gevecht in de keuken, waarbij Richard en Eddie elkaar herhaaldelijk in het gezicht slaan met respectievelijk een metalen kan en een brandblusser en ze elkaars hoofd in de koelkast stoppen en de deur hard dichtslaan. Richard stopt daarna twee vleeshaken in de neus van Eddie, die tegelijkertijd met een notenkraker de testikels van Richard samenknijpt. Richard slingert Eddie ten slotte met de vleeshaken het raam uit. De ontevreden gast, die nog steeds op ontbijt wacht, komt daarna de keuken in en slaat Richard buiten westen.
Als Richard weer bijkomt, is alleen Mrs. Foxfur, die in het hotel woont, nog aanwezig. Als hij probeert geld van haar af te troggelen, ziet hij dat ze een gouden tand heeft. Richard verkleedt zich als tandarts om de tand uit te slaan. Als hij dat wil doen, komt echter de familie Nice aan. Hij ontvangt ze en brengt ze naar hun kamers. Nadat zij hun kamer uit zijn, doorzoekt Richard de koffers van Mr. en Mrs. Nice. Daarin vindt hij een rubberen setje erotisch damesondergoed, wat hij aantrekt. Als hij zichzelf voor de spiegel bewondert, komen Mr. en Mrs. Nice terug en vlucht hij via een kruipgang naar beneden, waar net een mooie dame arriveert. Hij verstopt zich achter de balie en zegt dat Mr. Twat in de bar is. Intussen verstopt hij zich in het gasfornuis in de keuken. De dame komt in de keuken zoeken en komt daar Eddie tegen. Ze vertelt hem dat zij Gina Carbonara is, de Italiaanse filmster, en dat ze een plek zoekt om de paparazzi te ontvluchten. Per ongeluk zet ze het gasfornuis aan waar Richard in zit. Als Eddie en Gina weg zijn en Richard het vanuit het fornuis zelf wil uitzetten, explodeert het.
Richard, die helemaal verbrand is, krijgt de rubberen slip niet meer uit. Eddie besluit lucht in de slip te blazen en hem vervolgens lek te prikken. Door de knal wordt hij vervolgens achteruit het raam uit getorpedeerd. Richard ziet daarna kans om zijn kleren uit de kamer van Mr. en Mrs. Nice te halen en zich om te kleden. Hij komt dan Gina tegen, die hem uitnodigt mee naar haar kamer te gaan. Per ongeluk valt Richard daar uit het raam. Eddie, die met zijn hoofd op de straat terecht is gekomen, wordt op dat moment overreden door een truck. Uit die truck vallen een paar vissen, die Eddie en Richard meenemen om als diner te serveren.
Na het diner wil Mr. Nice melden dat hun ondergoed gestolen is. Eddie en Richard zijn op dat moment echter boven om Gina's diner op haar kamer te serveren. Als niemand aan de receptie komt, loopt Mr. Nice het kantoortje binnen en bekijkt daar de bewakingsbeelden. Als hij de banden terugspoelt, ziet hij Richard in zijn vrouws ondergoed lopen. Als Eddie en Richard binnenkomen, maakt Richard (met Eddies hoofd) de videorecorder stuk, maar Mr. Nice rent snel weg met de videoband.
's Nachts proberen Eddie en Richard de videoband terug te krijgen. Via een kruipgang komen ze boven de slaapkamer van Mr. en Mrs. Nice uit. Richard probeert met een vishengel de videoband uit de hand van de slapende Mr. Nice te vissen. Het haakje blijft echter hangen aan Mr. Nice’ tepelpiercing en Richard trekt hem, rustig doorslapend, omhoog. De piercing laat echter los en Mr. Nice valt terug in zijn bed. Dan gaat de deurbel en komt Gino Bolognese, de aanstaande echtgenoot voor wie Gina feitelijk op de vlucht was, woedend binnen. Hij dwingt Eddie een diner te serveren en gaat Gina's kamer binnen. Ondertussen probeert Richard door via de muur in het nachtkastje te kruipen nog steeds de videoband te bemachten. Uiteindelijk krijgt hij de band te pakken, maar raakt hij opgesloten in het nachtkastje. Met de telefoon die op het nachtkastje staat, belt hij Eddie op om hem te komen halen. Eddie haalt het nachtkastje op met de smoes dat er brandgevaar is en om dat te ondersteunen steekt hij het nachtkastje in brand. Als Eddie met het brandende nachtkastje op een steekwagentje de trap af wil rijden, valt het van de trap af en kan Richard eruit komen.
Drie vrienden, die Eddie eerder had binnengelaten voor hun wekelijkse feestje, hebben inmiddels in de keuken de vis ontdekt die gebruikt is voor het diner en constateren dat deze radioactief is. Als zij dat aan Eddie en Richard vertellen, besluiten die hun koffers te pakken en op de vlucht te slaan. Alle gasten die van de radioactieve vis gegeten hebben, zijn daar inmiddels zo ziek van geworden dat ze de hele gang onderbraken. Eddie en Richard weten zich desondanks een weg door al het braaksel te banen om hun koffers te pakken. Richard pakt een koffer vol pornografische tijdschriften en Eddie neemt alleen sterkedrank mee. Bij hun vlucht bevrijden ze Gina van Gino, die ook hun hele hotelkamer ondergebraakt heeft. Als Eddie, Richard en Gina inmiddels de trap af rennen, wordt Gino letterlijk door de andere gasten het raam uit gekotst. Gino komt in zee terecht en verdrinkt. Hij blijkt later het enige dodelijke slachtoffer van de radioactieve vis.
Als Eddie, Richard en Gina naar buiten willen vluchten, stuiten ze op de geheime politie, die Richard en Eddie een koffer aanbiedt in ruil voor geheimhouding van het radioactieve schandaal. In de koffer zitten £ 10.000.000, nieuwe identiteiten en paspoorten en tickets naar de Caraïben. Tijdens de aftiteling van de film blijkt dat Eddie, Richard en Gina op een Caraïbisch strand een strandpaviljoen zijn begonnen.

## Rolverdeling
| Acteur           | Personage         |
| ---------------- | ----------------- |
| Rik Mayall       | Richard Twat      |
| Adrian Edmondson | Eddie Ndingombaba |
| Steve O'Donnell  | Chef              |
| Hélène Mahieu    | Gina Carbonara    |
| Vincent Cassel   | Gino Bolognese    |
| Simon Pegg       | Mr. Nice          |
| Lisa Palfrey     | Mrs. Nice         |
| Joseph Hughes    | Damian Nice       |
| Jessica Mann     | Charlene Nice     |
| Fenella Fielding | Mrs. Foxfur       |
| Bill Nighy       | Mr. Johnson       |
| Kate Ashfield    | Ms. Hardy         |
| James D'Arcy     | Jonge bruidegom   |
| Kate Loustau     | Jonge bruid       |
| Sophia Myles     | Bosnimf           |

## Trivia
- De scène waarin Eddie met twee vleeshaken in zijn neus naar achteren de keuken in wordt getrokken, is achterstevoren opgenomen. Adrian Edmondson moest hiervoor fonetisch de zin "Excuse me one moment" achterstevoren uit zijn hoofd leren.[1]
- Het is de eerste filmrol voor Simon Pegg, die een paar jaar later hoofdrollen speelde in Shaun of the Dead en Hot Fuzz.
- James D'Arcy en Sophia Myles hebben samen in de televisiefilm The Life and Adventures of Nicholas Nickleby gewerkt.